# Simetroedru

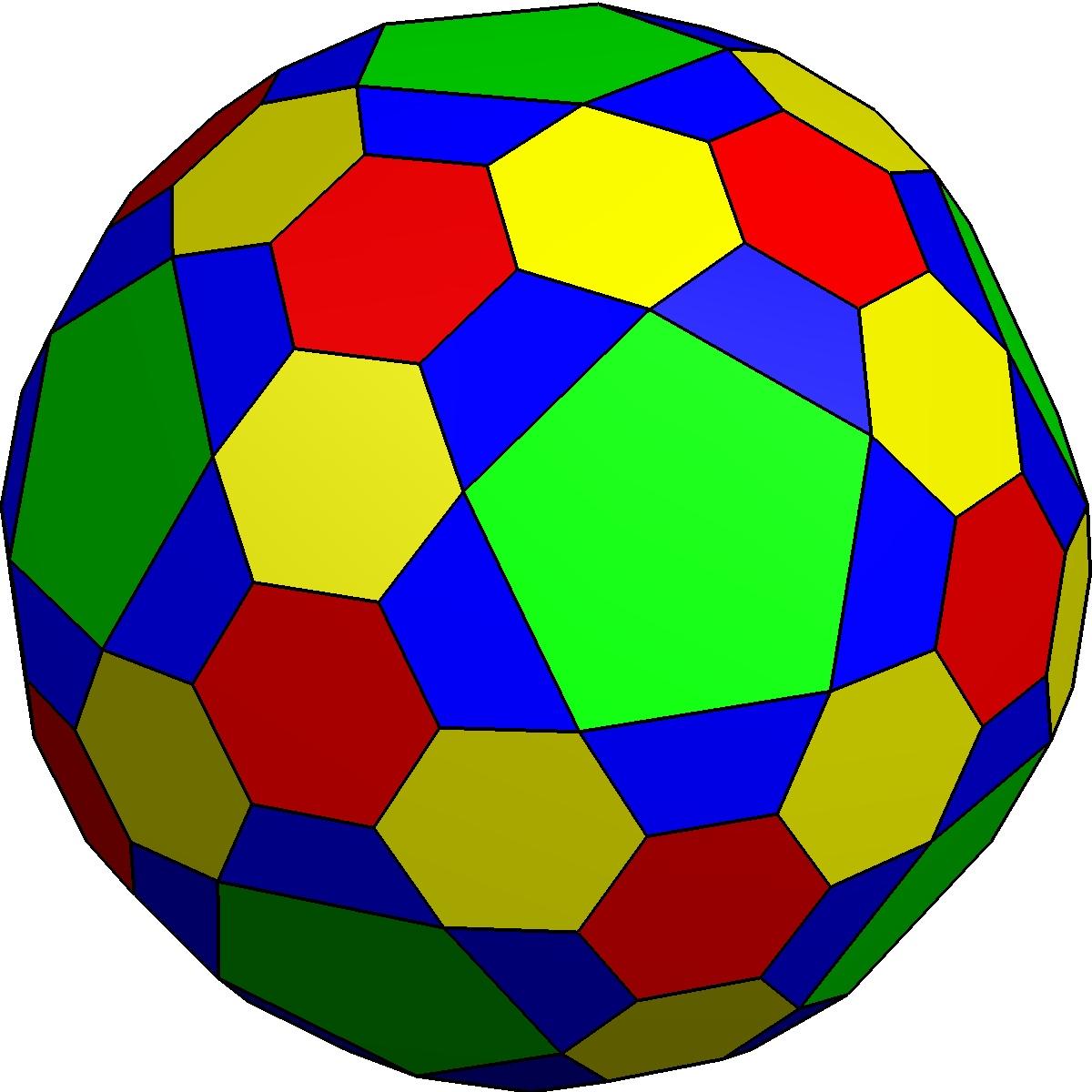
Simetroedrul I(*;2;3;e) are fețe pentagonale hexagonale regulate, precum și fețe trapezoidale între ele

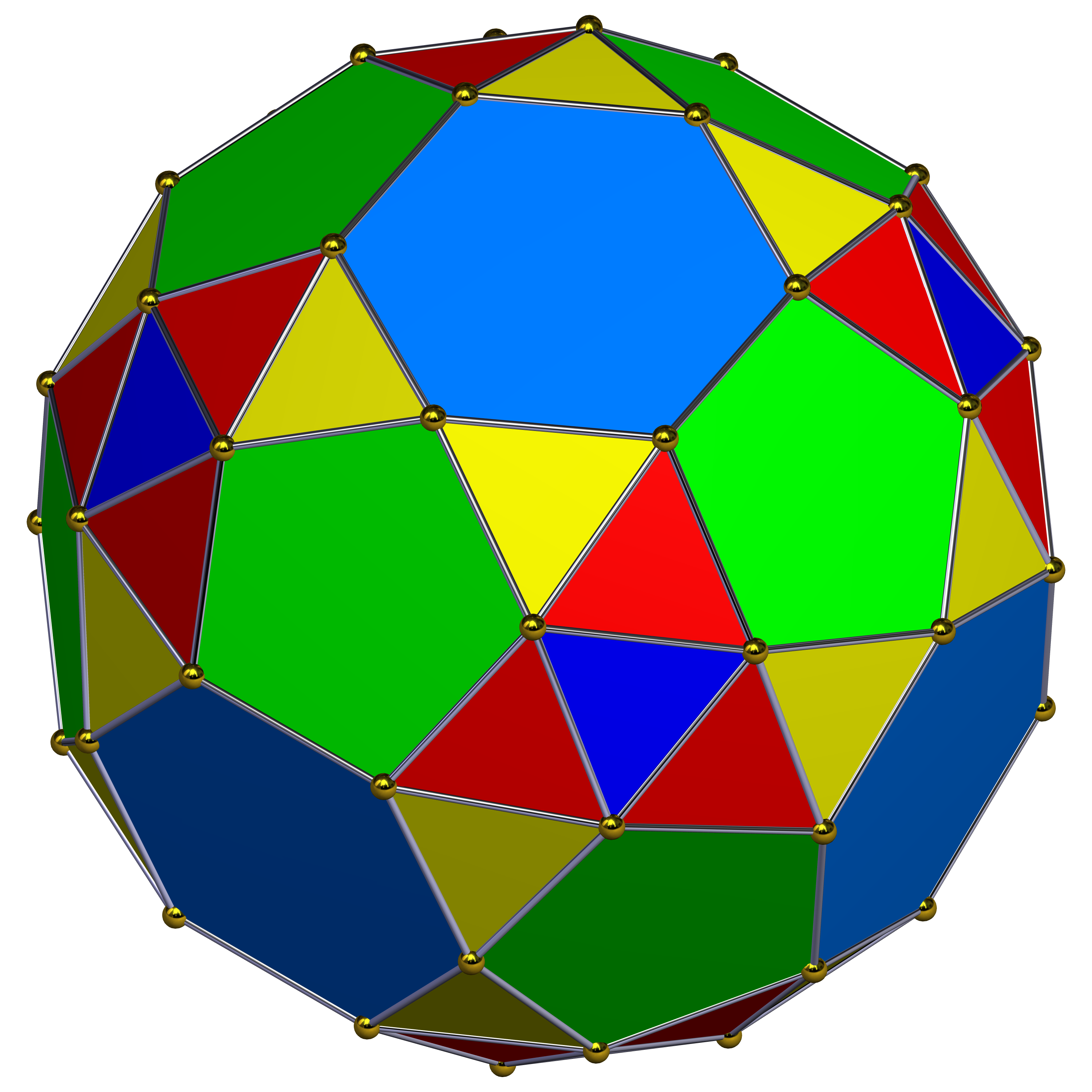
Un simetroedru pentahexagonal cu simetrie piritoedrică, de ordin 24

În geometrie un simetroedru este un poliedru cu simetrie mare, la care fețele de pe axele de simetrie sunt poligoane regulate convexe, iar spațiile dintre acestea de pe anvelopa convexă fiind completate cu poligoane neregulate. Denumirea a fost introdusă de Craig S. Kaplan și George W. Hart.
Cazurile triviale sunt poliedrele platonice și arhimedice, care au toate fețele în formă de poligoanele regulate. O primă clasă de simetroedre este clasa „papion”, care conține perechi de fețe trapezoidale. O a doua clasă are fețe romboidale. O altă clasă este cea a simetroedrelor „cmmmc”.

## Notația simbolică
Simetroedrele sunt descrise printr-o expresie simbolică de tip G(l; m; n; α). G reprezintă grupul de simetrie (T,O,I). Valorile l, m și n sunt multiplicatori. Un multiplicator m va face ca un km-gon regulat să fie plasat pe fiecare axă a lui G de k ori. În notație se presupune că gradele axei sunt sortate în ordine descrescătoare, 5,3,2 pentru I, 4,3,2 pentru O și 3,3,2 pentru T. De asemenea, se permit două valori speciale pentru multiplicatori: *, care indică faptul că nu trebuie plasate poligoane pe axele date și 0, indicând că poliedrul final trebuie să aibă un vârf (un poligon cu laturile zero) pe axe. Se cere ca unul sau două dintre l, m și n să fie numere întregi pozitive. Parametrul final, α, descrie dimensiunile relative ale axe-goanelor nedegenerate.
Notația Conway a poliedrelor este altă cale de a descrie aceste poliedre, începând cu o formă regulată și aplicând prefixe de operatori. Notația nu prevede care fețe ar trebui să fie regulate în afară de soluțiile uniforme ale poliedrelor arhimedice.
| I(*;2;3;e) | Piritoedrică |
| ---------- | ------------ |
|            |              |

## Cu puncte 1-generatoare
Aceste simetroedre sunt produse de un singur punct generator în cadrul unui domeniu fundamental, simetrie de reflexie peste marginile domeniului. Laturile sunt perpendiculare pe marginile fiecărui triunghi, iar fețele regulate sunt centrate pe fiecare dintre cele 3 colțuri triunghiulare.
Simetroedrele pot fi extinse la pavări euclidiene folosind simetria pavării pătrate regulate și perechi duale de pavări triunghiulare cu pavări hexagonale. La pavări, simbolul Q indică simetria pătrată p4m, iar H simetria hexagonală p6m.
Diagrama Coxeter–Dynkin există pentru aceste soluții de poliedre uniforme, reprezentând poziția punctului generator în domeniul fundamental. Fiecare nod reprezintă una dintre cele 3 plane de oglindire de pe marginea triunghiului. Un nod de oglindire este inelat dacă punctul generator este activ, în afara planului de oglindire și creează noi laturi între punct și imaginea oglindită.
| Domeniu | Laturi | Tetraedrică (3 3 2) | Tetraedrică (3 3 2) | Octaedrică (4 3 2) | Octaedrică (4 3 2) | Icosaedrică (5 3 2) | Icosaedrică (5 3 2) | Triunghiulară (6 3 2) | Triunghiulară (6 3 2) | Triunghiulară (6 3 2) | Pătrată (4 4 2)   | Pătrată (4 4 2) | Pătrată (4 4 2) |
| Domeniu | Laturi | Simbol              | Imagine             | Simbol             | Imagine            | Simbol              | Imagine             | Simbol                | Imagine               | Dual                  | Simbol            | Imagine         | Dual            |
| ------- | ------ | ------------------- | ------------------- | ------------------ | ------------------ | ------------------- | ------------------- | --------------------- | --------------------- | --------------------- | ----------------- | --------------- | --------------- |
|         | 1      | T(1;*;*;e) · T,     |                     | C, O(1;*;*;e) ·    |                    | I(1;*;*;e) · D,     |                     | H(1;*;*;e) · H,       |                       |                       | Q(1;*;*;e) · Q,   |                 |                 |
|         | 1      | T(*;1;*;e) · dT,    |                     | O(*;1;*;e) · O,    |                    | I(*;1;*;e) · I,     |                     | H(*;1;*;e) · dH,      |                       |                       | Q(*;1;*;e) · dQ,  |                 |                 |
|         | 2      | T(1;1;*;e) · aT,    |                     | O(1;1;*;e) · aC,   |                    | I(1;1;*;e) · aD,    |                     | H(1;1;*;e) · aH,      |                       |                       | Q(1;1;*;e) · aQ,  |                 |                 |
|         | 3      | T(2;1;*;e) · tT,    |                     | O(2;1;*;e) · tC,   |                    | I(2;1;*;e) · tD,    |                     | H(2;1;*;e) · tH,      |                       |                       | Q(2;1;*;e) · tQ,  |                 |                 |
|         | 3      | T(1;2;*;e) · dtT,   |                     | O(1;2;*;e) · tO,   |                    | I(1;2;*;e) · tI,    |                     | H(1;2;*;e) · dtH,     |                       |                       | Q(1;2;*;e) · dtQ, |                 |                 |
|         | 4      | T(1;1;*;1) · eT,    |                     | O(1;1;*;1) · eC,   |                    | I(1;1;*;1) · eD,    |                     | H(1;1;*;1) · eH,      |                       |                       | Q(1;1;*;1) · eQ,  |                 |                 |
|         | 6      | T(2;2;*;e) · bT,    |                     | O(2;2;*;e) · bC,   |                    | I(2;2;*;e) · bD,    |                     | H(2;2;*;e) · bH,      |                       |                       | Q(2;2;*;e) · bQ,  |                 |                 |

## Cu puncte 2-generatoare
| Domeniu | Laturi | Tetraedrică (3 3 2)                | Tetraedrică (3 3 2)     | Octaedrică (4 3 2) | Octaedrică (4 3 2)       | Icosaedrică (5 3 2) | Icosaedrică (5 3 2)      | Triunghiulară (6 3 2) | Triunghiulară (6 3 2) | Triunghiulară (6 3 2) | Pătrată (4 4 2)               | Pătrată (4 4 2) | Pătrată (4 4 2) |
| Domeniu | Laturi | Simbol                             | Imagine                 | Simbol             | Imagine                  | Simbol              | Imagine                  | Simbol                | Imagine               | Dual                  | Simbol                        | Imagine         | Dual            |
| ------- | ------ | ---------------------------------- | ----------------------- | ------------------ | ------------------------ | ------------------- | ------------------------ | --------------------- | --------------------- | --------------------- | ----------------------------- | --------------- | --------------- |
|         | 6      | T(1;2;*;[2]) atT                   |                         | O(1;2;*;[2]) atO   |                          | I(1;2;*;[2]) atI    |                          | H(1;2;*;[2]) atΔ      |                       |                       | Q(1;2;*;[2]) Q(2;1;*;[2]) atQ |                 |                 |
|         | 6      | T(1;2;*;[2]) atT                   | O(2;1;*;[2]) atC        |                    | I(2;1;*;[2]) atD         |                     | H(2;1;*;[2]) atH         |                       |                       |                       | Q(1;2;*;[2]) Q(2;1;*;[2]) atQ |                 |                 |
|         | 7      | T(3;*;*;[2]) T(*;3;*;[2]) dKdT     |                         | O(3;*;*;[2]) dKdC  |                          | I(3;*;*;[2]) dKdD   |                          | H(3;*;*;[2]) dKdH     |                       |                       | Q(3;*;*;[2]) Q(*;3;*;[2]) dKQ |                 |                 |
|         | 7      | T(3;*;*;[2]) T(*;3;*;[2]) dKdT     | O(*;3;*;[2]) dKdO       |                    | I(*;3;*;[2]) dKdI        |                     | H(*;3;*;[2]) dKdΔ        |                       |                       |                       | Q(3;*;*;[2]) Q(*;3;*;[2]) dKQ |                 |                 |
|         | 8      | T(2;3;*;α) T(3;2;*;α) dM0T         |                         | O(2;3;*;α) dM0dO   |                          | I(2;3;*;α) dM0dI    |                          | H(2;3;*;α) dM0dΔ      |                       |                       | Q(2;3;*;α) Q(3;2;*;α) dM0Q    |                 |                 |
|         | 8      | T(2;3;*;α) T(3;2;*;α) dM0T         | O(3;2;*;α) dM0dC        |                    | I(3;2;*;α) dM0dD         |                     | H(3;2;*;α) dM0dH         |                       |                       |                       | Q(2;3;*;α) Q(3;2;*;α) dM0Q    |                 |                 |
|         | 9      | T(2;4;*;e) T(4;2;*;e) ttT          |                         | O(2;4;*;e) ttO     |                          | I(2;4;*;e) ttI      |                          | H(2;4;*;e) ttΔ        |                       |                       | Q(4;2;*;e) Q(2;4;*;e) ttQ     |                 |                 |
|         | 9      | T(2;4;*;e) T(4;2;*;e) ttT          | O(4;2;*;e) ttC          |                    | I(4;2;*;e) ttD           |                     | H(4;2;*;e) ttH           |                       |                       |                       | Q(4;2;*;e) Q(2;4;*;e) ttQ     |                 |                 |
|         | 7      | T(2;1;*;1) T(1;2;*;1) dM3T         |                         | O(1;2;*;1) dM3O    |                          | I(1;2;*;1) dM3I     |                          | H(1;2;*;1) dM3Δ       |                       |                       | Q(2;1;*;1) Q(1;2;*;1) dM3dQ   |                 |                 |
|         | 7      | T(2;1;*;1) T(1;2;*;1) dM3T         | O(2;1;*;1) dM3C         |                    | I(2;1;*;1) dM3D          |                     | H(2;1;*;1) dM3H          |                       |                       |                       | Q(2;1;*;1) Q(1;2;*;1) dM3dQ   |                 |                 |
|         | 9      | T(2;3;*;e) T(3;2;*;e) dm3T         |                         | O(2;3;*;e) dm3C    |                          | I(2;3;*;e) dm3D     |                          | H(2;3;*;e) dm3H       |                       |                       | Q(2;3;*;e) Q(3;2;*;e) dm3Q    |                 |                 |
|         | 9      | T(2;3;*;e) T(3;2;*;e) dm3T         | O(3;2;*;e) dm3O         |                    | I(3;2;*;e) dm3I          |                     | H(3;2;*;e) dm3Δ          |                       |                       |                       | Q(2;3;*;e) Q(3;2;*;e) dm3Q    |                 |                 |
|         | 10     | T(2;*;3;e) T(*;2;3;e) dXdT 3.4.6.6 |                         | O(*;2;3;e) dXdO    |                          | I(*;2;3;e) dXdI     |                          | H(*;2;3;e) dXdΔ       |                       |                       | Q(2;*;3;e) Q(*;2;3;e) dXdQ    |                 |                 |
|         | 10     | T(2;*;3;e) T(*;2;3;e) dXdT 3.4.6.6 | O(2;*;3;e) dXdC 3.4.6.8 |                    | I(2;*;3;e) dXdD 3.4.6.10 |                     | H(2;*;3;e) dXdH 3.4.6.12 |                       |                       |                       | Q(2;*;3;e) Q(*;2;3;e) dXdQ    |                 |                 |

## Cu puncte 3-generatoare
| Domeniu | Laturi | Tetraedrică (3 3 2) | Tetraedrică (3 3 2) | Octaedrică (4 3 2) | Octaedrică (4 3 2) | Icosaedrică (5 3 2) | Icosaedrică (5 3 2) | Triunghiulară (6 3 2) | Triunghiulară (6 3 2) | Triunghiulară (6 3 2) | Pătrată (4 4 2)                 | Pătrată (4 4 2) | Pătrată (4 4 2) |
| Domeniu | Laturi | Simbol              | Imagine             | Simbol             | Imagine            | Simbol              | Imagine             | Simbol                | Imagine               | Dual                  | Simbol                          | Imagine         | Dual            |
| ------- | ------ | ------------------- | ------------------- | ------------------ | ------------------ | ------------------- | ------------------- | --------------------- | --------------------- | --------------------- | ------------------------------- | --------------- | --------------- |
|         | 6      | T(2;0;*;[1])        |                     | O(0;2;*;[1]) dL0dO |                    | I(0;2;*;[1]) dL0dI  |                     | H(0;2;*;[1]) dL0H     |                       |                       | Q(2;0;*;[1]) Q(0;2;*;[1]) dL0dQ |                 |                 |
|         | 6      | T(2;0;*;[1])        | O(2;0;*;[1]) dL0dC  |                    | I(2;0;*;[1]) dL0dD |                     | H(2;0;*;[1]) dL0Δ   |                       |                       |                       | Q(2;0;*;[1]) Q(0;2;*;[1]) dL0dQ |                 |                 |
|         | 7      | T(3;0;*;[2])        |                     | O(0;3;*;[2]) dLdO  |                    | I(0;3;*;[2]) dLdI   |                     | H(0;3;*;[2]) dLH      |                       |                       | Q(2;0;*;[1]) Q(0;2;*;[2]) dLQ   |                 |                 |
|         | 7      | T(3;0;*;[2])        | O(3;0;*;[2]) dLdC   |                    | I(3;0;*;[2]) dLdD  |                     | H(3;0;*;[2]) dLΔ    |                       |                       |                       | Q(2;0;*;[1]) Q(0;2;*;[2]) dLQ   |                 |                 |
|         | 12     | T(2;2;*;a) amT      |                     | O(2;2;*;a) amC     |                    | I(2;2;*;a) amD      |                     | H(2;2;*;a) amH        |                       |                       | Q(2;2;*;a) amQ                  |                 |                 |